# Johannes Reimer

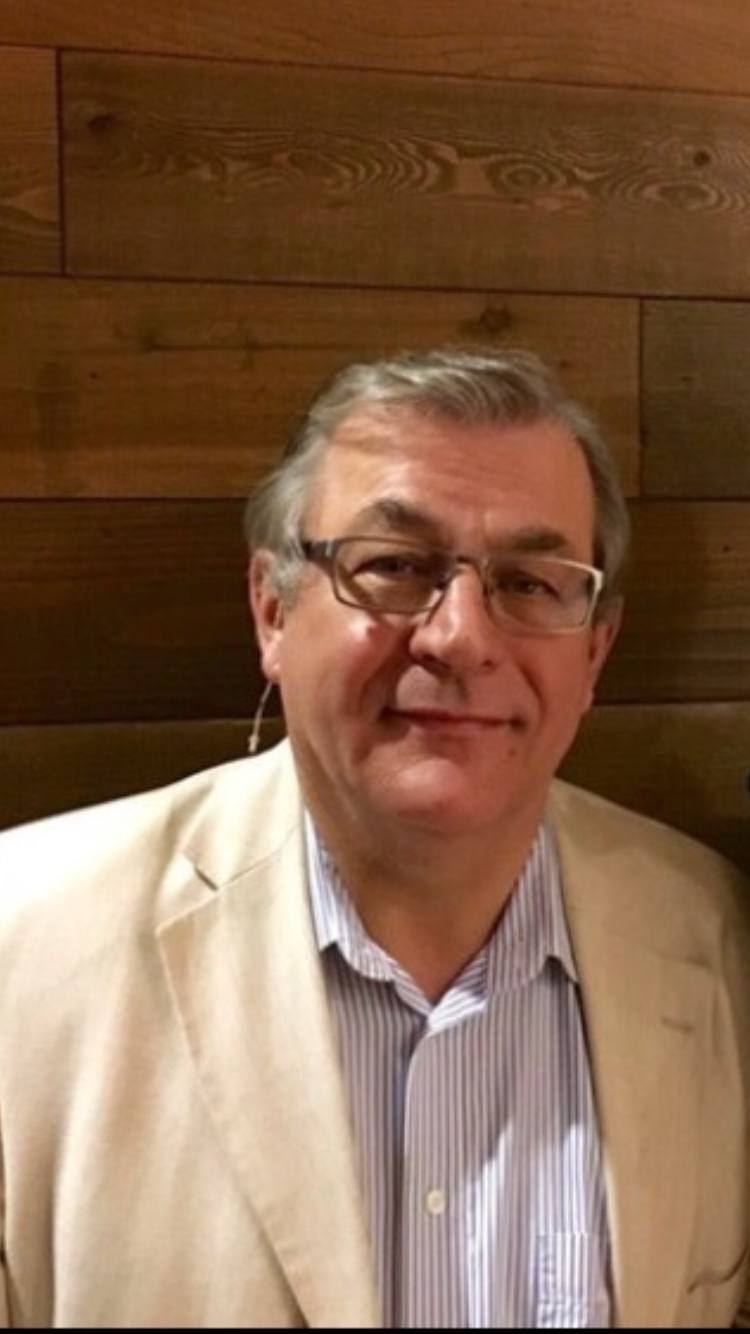
Johannes Reimer (2016)

Johannes Reimer (* 28. Januar 1955) ist ein russlanddeutscher Außerordentlicher Professor für Missiologie an der Universität von Südafrika in Pretoria (UNISA). Er war Vorsitzender der Gesellschaft für Bildung und Forschung in Europa und langjähriger Dozent für Missiologie an der Theologischen Hochschule Ewersbach.

## Leben und Werk
Johannes Reimer wurde in einem sowjetischen Internierungsdorf für die deutsche Minderheit geboren. Als Schüler und Student wuchs er zunächst atheistisch auf und gehörte zu den leitenden Kadern der kommunistischen Jugendorganisation in der Schule. Nach Diskussionen mit Christen, die er von ihrem Glauben abbringen sollte, wandte er sich selbst dem christlichen Glauben zu. Nach einem Technikstudium wurde Reimer zum Militärdienst eingezogen, wo er den Dienst an der Waffe verweigerte. Daraufhin wurde er mehrmals von Vorgesetzten misshandelt und überlebte schließlich knapp einen Mordanschlag.
1976 durfte er mit seiner Familie aus der Sowjetunion nach Deutschland ausreisen. Er studierte von 1976 bis 1979 an der Bibelschule Wiedenest, von 1981 bis 1983 am Theologischen Seminar Hamburg-Horn, von 1983 bis 1985 am Mennonite Brethren Biblical Seminary in Fresno, USA (heute Teil der Fresno Pacific University) und von 1990 bis 1994 an der Universität von Südafrika (UNISA) in Pretoria. 1994 wurde er an der UNISA zum Doktor der Theologie promoviert.
1997 wurde Reimer als außerordentlicher Professor für Missiologie an die UNISA berufen. Daneben unterrichtet(e) er an der Bibelschule Wiedenest (2005–09), am Institut für Gemeindebau und Weltmission (IGW), im Studiengang Gesellschaftstransformation am Marburger Bibelseminar, an der Akademie für christliche Führungskräfte und von 2009 bis zu seinem Ruhestand 2021 als Professor für Missiologie an der Theologischen Hochschule Ewersbach des Bundes Freier evangelischer Gemeinden in Deutschland.
Reimer gründete 1986 das Missionswerk LOGOS International, dessen Leiter er bis 1998 war. Er war von 1985 bis 1987 Pastor der Evangelischen Freikirche Lage, zwischen 1979 und 1982 Pastor der Evangelisch-Freikirchlichen Gemeinde Crailsheim und zuletzt der Evangelischen Freien Gemeinde Brüchermühle, aus deren Ältestendienst er Anfang 2008 ausschied. Von 2002 bis 2017 war er Vorstandsvorsitzender der Gesellschaft für Bildung und Forschung in Europa. Außerdem war er Vorstandsmitglied der Sozialstiftung Oberberg, die Projekte im Oberbergischen Raum fördert, und Kuratoriumsmitglied des evangelikalen Vereins ProChrist, der Massenevangelisationen veranstaltet. Seit 2016 leitet er das Netzwerk für Frieden und Versöhnung der Weltweiten Evangelischen Allianz (WEA) und ist Mitglied des Stiftungsrates der Stiftung Christliche Medien.
2020 erschien eine Festschrift für Johannes Reimer.
Johannes Reimer ist verheiratet mit der Pädagogin Cornelia Reimer, hat drei Kinder und lebt in Bergneustadt.

## Veröffentlichungen
- Gebet für die Völker der Sowjetunion. Hänssler Verlag, Stuttgart 1986
- Aussiedler sind anders. Oncken Verlag, Wuppertal
- Gott ERlebt! Logos Verlag, Lage 1993
- In den Höhlen von Gerussi. Logos Verlag, Lage
- Karabagh – Der schwarze Garten. Logos Verlag, Lage 1995
- Auf der Suche nach Identität. Logos Verlag, Lage 1996
- Seine letzten Worte waren ein Lied: Martin Thielmann – Leben und Wirken des Kirgisen-Missionars. Logos Verlag, Lage 1997
- Geheiligt dem Herrn. Logos Verlag, Lage 1999
- Evangelisation im Angesicht des Todes. Logos Verlag, Lage 2000
- Ich bin ... und ihr werdet sein. Lichtzeichen Verlag 2001
- Leiten durch Verkündigung. Eine unentdeckte Dimension. Brunnen Verlag, Gießen 2005
- Der Verweigerer – Glaube im Schmelztiegel der Roten Armee. Autobiografische Erzählung. Brunnen-Verlag, Basel 2005 ISBN 3-7655-3844-2.
- Aufbruch in die Zukunft Concepcion Seidel, Hammerbrücke 2006
- Gaben – warum nicht? Concepcion Seidel, Hammerbrücke 2007
- Aufbruch in Tallinn. Brunnen-Verlag, Basel 2008
- Die Rückkehr ins Land der Väter. Brunnen-Verlag, 2008
- Das Ende einer Supermacht. Brunnen-Verlag, 2009
- Die Welt umarmen – Theologische Grundlagen gesellschaftsrelevanten Gemeindebaus. Francke Verlag, 2009
- Die Welt verändern – Grundfragen einer Theologie der Transformation. Francke Verlag, 2009
- Gott in der Welt feiern. Auf dem Weg zum missionalen Gottesdienst. Edition IGW, Bd. 3. Neufeld Verlag, Schwarzenfeld 2010, ISBN 978-3-937896-90-8.
- Multikultureller Gemeindebau: Versöhnung leben. Francke-Buchhandlung, 2011, ISBN 978-3868272468.
- Leben. Rufen. Verändern, Francke-Buchhandlung, 2012
- Hereinspaziert! Willkommenskultur und Evangelisation. Edition IGW, Bd. 6. Neufeld Verlag, Schwarzenfeld 2013. ISBN 978-3-86256-034-9.
- Familie – Zukunft der Kirche, mit Wilhelm Faix, Francke-Verlag, Marburg an der Lahn 2017, ISBN 978-3-86827-647-3.
- Gottes Herz für deine Stadt. Ideen und Strategien für Gemeinde in der Stadt, Brendow Verlag, Moers 2018, ISBN 978-3-96140-035-5.
- Gospeling. Lernen von Jesus zu reden, Francke-Verlag, Marburg an der Lahn 2019, ISBN 978-3-96362-060-7.
- Die politische Mission der Kirche: wie wir teilhaben an Gottes Wirken in der Welt, SCM R. Brockhaus, Witten 2021, ISBN 978-3-417-24169-3.